# Monticello (Floride)
Pour les articles homonymes, voir Monticello (homonymie).
La ville de Monticello est le siège du comté de Jefferson, dans la région de Big Bend, en Floride, aux États-Unis.
La ville est nommée en référence à la résidence de Thomas Jefferson (qui a donné son nom au comté) située à Monticello en Virginie.

## Démographie
| 1850 | 1860  | 1870  | 1890  | 1900  | 1910  |
| ---- | ----- | ----- | ----- | ----- | ----- |
| 329  | 1 083 | 1 052 | 1 218 | 1 076 | 1 829 |

| 1920  | 1930  | 1940  | 1950  | 1960  | 1970  |
| ----- | ----- | ----- | ----- | ----- | ----- |
| 1 704 | 1 901 | 2 042 | 2 264 | 2 490 | 2 473 |

| 1980  | 1990  | 2000  | 2010  | - | - |
| ----- | ----- | ----- | ----- | - | - |
| 2 994 | 2 573 | 2 533 | 2 506 | - | - |

Selon le recensement de 2010, Monticello compte 2 506 habitants. La municipalité s'étend sur 3,96 milles carrés (10,26 km2).